# Barruecopardo
Barruecopardo là một đô thị ở tỉnh Salamanca, phía tây Tây Ban Nha, cộng đồng tự trị Castile-Leon. Barruecopardo có dân số là 504 người và nằm ở độ cao 730 mét trên mực nước biển.
Mã số bưu chính là 37255.